# Quartier de Croulebarbe

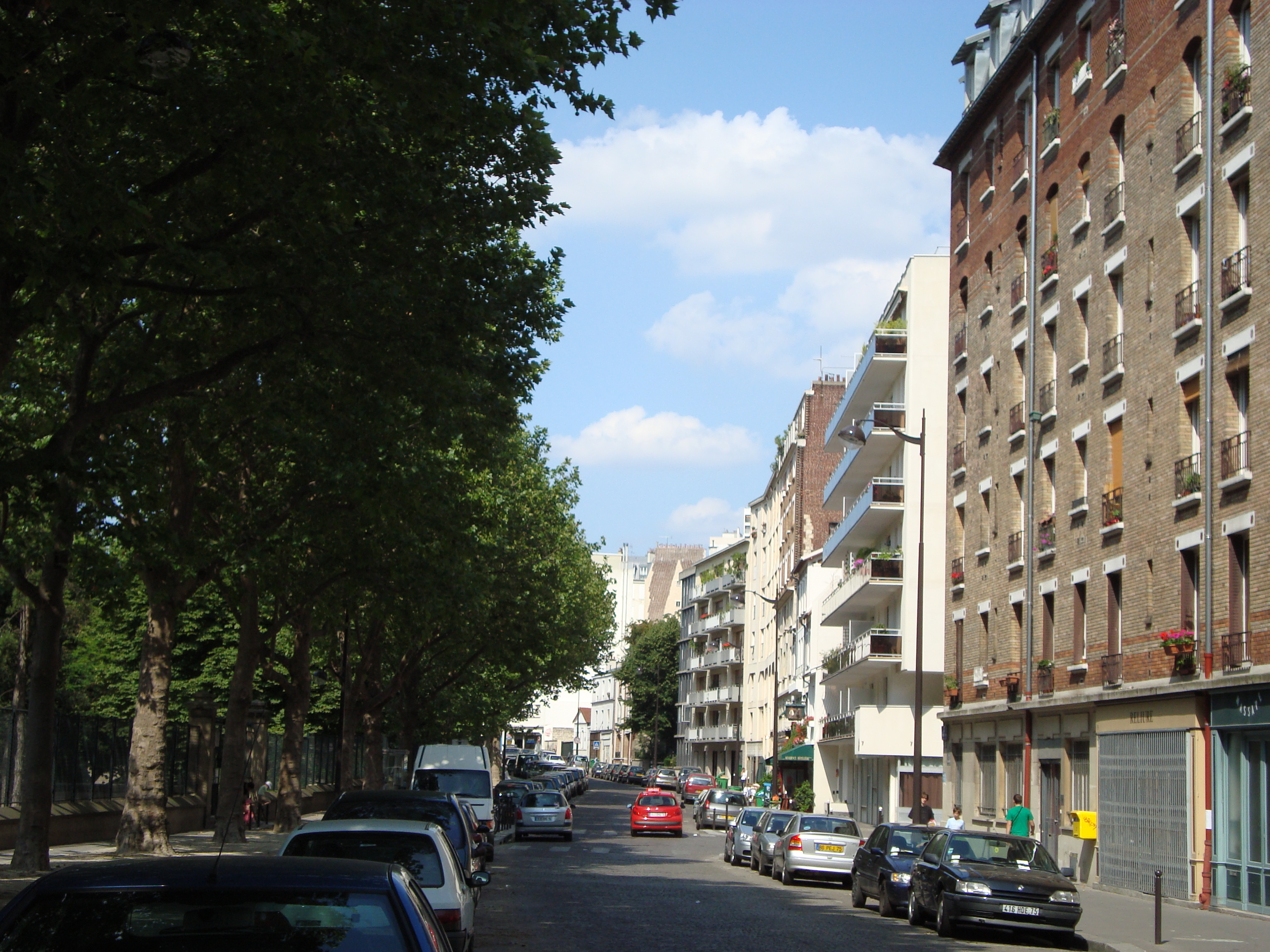
Ulice Rue Croulebarbe

Quartier de Croulebarbe (čtvrť Croulebarbe) je 52. administrativní čtvrť v Paříži, která je součástí 13. městského obvodu. Má rozlohu 69,2 ha a ohraničují ji ulice Boulevard Auguste-Blanqui na jihu, Rue de la Santé na západě, Boulevard de Port-Royal na severu a Avenue des Gobelins na východě.

## Název
Jméno čtvrti je odvozeno od názvu ulice Rue Croulebarbe, která prochází jejím středem. Croulebarbe byl původně název starého mlýna, který se tak nazýval po svém zakladateli. Mlýn se nacházel na břehu řeky Bièvry a byl zrušen v roce 1912. Kolem vznikla posléze malá osada Croulebarbe.

## Historie
V době galo-římské tímto územím (v úrovni dnešních ulic Rue Mouffetard, Avenue des Gobelins a Avenue de Choisy) procházela stará cesta do měst Melun, Sens a Lyon.
Osada Croulebarbe patřila k městu Gentilly. Obyvatelé se živili jako tkalci, barvíři a koželuzi, v okolí se nacházely vinice a louky, na jihu pak lomy na vápenec.
Po připojení k Paříži v roce 1860 získala čtvrť svůj současný urbanistický vzhled, za který vděčí baronu Haussmannovi.

## Vývoj počtu obyvatel
| Rok sčítání | Počet obyvatel | Hustota zalidnění (ob./km²) |
| ----------- | -------------- | --------------------------- |
| 1954        | 21 453         | 31 001                      |
| 1962        | 22 360         | 32 312                      |
| 1968        | 22 049         | 31 863                      |
| 1975        | 20 415         | 29 501                      |
| 1982        | 19 620         | 28 353                      |
| 1990        | 19 967         | 28 854                      |
| 1999        | 19 526         | 28 217                      |